# هانا اشمیتز
هانا اشمیتز (انگلیسی: Hannah Schmitz؛ زادهٔ مه ۱۹۸۵) یک مهندس بریتانیایی است که در حال حاضر برای تیم اتریشی فرمول یک، ردبول به عنوان مهندس اصلی بخش استراتژی کار می‌کند. او به‌طور گسترده در رسانه‌ها به عنوان یکی از موفق‌ترین چهره‌های زن در مسابقات فرمول یک در نظر گرفته می‌شود، که به عنوان کلیدی در کسب عنوان قهرمانی ردبول در سال‌های ۲۰۲۱، ۲۰۲۲ و ۲۰۲۳ نقش داشته است.

## زندگی شخصی
او با یک مرد آلمانی، مارکوس اشمیتز، ازدواج کرده است، آنها دو دختر (متولد ۲۰۱۹ و ۲۰۲۱) دارند.